# Мар-де-Ахо
Мар-де-Ахо́ (исп. Mar de Ajó) — курортный город в Аргентине в провинции Буэнос-Айрес. Относится к муниципалитету Ла-Коста, образует агломерацию с соседним городом Сан-Бернардо-дель-Тую и рядом мелких посёлков.

## История
Изначально эти земли входили в состав основанного в 1839 году муниципалитета Ринкон-де-Ахо (переименованного в 1891 году в Хенераль-Лавалье) — отсюда и использование топонима «Ахо» в названии.
В 1934 году два предпринимателя приобрели в этих местах землю и построили на ней отель «Ла-Маргарита». Автомобильный клуб Аргентины, начавший с 1932 года активно действовать на территории муниципалитета, в следующем году устроил возле отеля лагерь для своих членов, что дало резкий толчок развитию этих мест, и здесь был основан населённый пункт. В связи с развитием курортных городов восточного побережья провинции Буэнос-Айрес, они в 1978 году были выделены в отдельный муниципалитет, получивший название «Ла-Коста» («Прибрежный»).
1. ↑  https://www.entrelineas.info/articulo/1066/40424/partido-de-la-costa-mar-de-ajo-celebra-hoy-el-88o-aniversario-de-su-fundacion